# Српска централна библиотека „Просвјета”
Српска централна библиотека „Просвјета“ је општинска и јавна библиотека, централна библиотека на територији општина Фоча и централна библиотека Српског просвјетног и културног друштвa „Просвјете“. Библиотека се налази у самом центру града у улици Краља Петра I, уједно је највећа библиотека и матична библиотека за регију Старе Херцеговине. Фонд библиотеке износи преко 73.000 хиљада библиотечког материјала, а библиотека посједује веома значајан завичајни фонд.

## Историја

### Прве године
Српско културно и просвјетно друштво „Просвјета“ је у годинама краја аустроугарске окупације, основала своју централну библиотеку у Сарајеву, која се од 1911. до 1925. звала „Српска централна библиотека“, а од 1925. „Просвјетина централна библиотека“. Прва библиотека оваквог типа у Босни и Херцеговини, је имала вишеструк задатак. Првенствено је прикупљала све књиге које су писане о Босни и Херцеговини, као и дјела писаца из БиХ, затим за циљ је имала помагање научог рада и ширење писмености код свих народа у Босни и Херцеговини без обзира на вјеру и нацију. Још један од задатака је био реорганизација постојећих српских библиотека, гдје би се Просвјетина библиотека нашла на челу савеза свих српских библиотека и организација.
До оснивања Српске централне библиотеке, у Босни и Херцеговини није постојала ни једна библиотека оваквог типа са централом у Сарајеву и одборима широм Босне и Херцеговине. Ова библиотека је свој јавни рад почела 1913. Имала је карактер народне, јавне библиотеке приступачне свим слојевима друштва, без обзира на вјеру, нацију, друштвени статус и степен писмености.

### Други свјетски рат
За вријеме Другог свјетског рата, Просвјетина библиотека је претрпјела велике губитке, Централна библиотека у Сарајеву је остала без највећег броја књига око 27.000, док су библиотеке ван Сарајева у потпуности уништене. После рата, је обновљена и сама библиотека која је тада располагала са свега 24. 200 књижних јединица. Фонд библиотеке је растао до 1949. године, када је на дан 30. априла 1949. износио 56.128 свезака. Тог датума је престала да постоји Просвјетина централна библиотека, а њен комплетан књижни фонд и имовина су предати Савезу културно-просвјетних друштава НРБиХ, које је комплетну библиотеку предао Народној библиотецви НРБиХ, гдје се комплетан фонд и налазио до почетка Одбрамбено-отаџбинског рата.

### Одбрамбено-отаџбински рат
Након пада комунистичке власти, национална друштва су понво основана, па је самим тим и „Просвјета“ обновила рад. Просвјета је покренула и своју библиотеку, која је званично формирана 1993. године у Фочи и у коју је смјештен књижни фонд изнесен из Сарајева, међу којим се налазио и фонд бивше Просвјетине библиотеке. Ова библиотека је 1995. године уједињена са Народном библиотеком у Фочи koja је основана 1968, и тада је формирана Српска централна библиотека „Просвјета“.

## Организација
Након самог покретања библиотеке, организација и руковођење библиотеком било је извршено савремено, по начелима модерног библиотекарства. Савремено уређена каталогизација, стручно пописан фонд, док је сама библиотека била смјештена у просторијама Просвјетиног дома изграђеног 1911. године. Просвјетина библиотека је била прва библиотека у Босни и Херцеговини која је имала потребне уређаје, четири врсте каталога, књигу инвентара, књигу дупликата, књигу дневног реда. У библиотеци су се налазиле двије читаонице, мања и већа. Организација и уређење је извршено према посебном правилнику о уређењу и организацији, не само Просвјетине него и осталих библиотека. До почетка Првог свјетског рата, библиотека је имала 13 мјесних библиотека изван Сарајева. За вријеме прве Југославије, овај број се повећао на 295 мјесних библиотека што у Сарајеву, што ван Сарајева. Библиотеке су се налазиле по цијелој Југославији.
Данас се дјелатност библиотеке организује кроз сљедећа одјељења, смјештена у протору укупне површине 646 метара квадратних у центру Фоче:
- Одјељење за одрасле
- Дјечије одјељење
- Научно-стручно одјељење
- Одјељење завичајне збирке
- Одјељење за периодику
- Одјељење за ријетке и старе књиге

Општинске библиотеке на територији Старе Херцеговине за које стручни надзор врши Српска централна библиотека „Просвјета“ библиотека су:
- Народна библиотека „Просвјета“ у Рудом
- Народна библиотека „Иво Андрић“
- Народна библиотека „Божидар Горажданин“
- Народна библиотека „Бранко Ћопић“ у Чајничу
- Народна библиотека „Јован Дучић“ у Калиновику

## Фонд
Када је почела са јавним радом, ова библиотека је располагала књижним фондом од 6.734 свезака, а фонд је током година рада се увећавао, па је пред почетак Првог свјетског рата износио 106.037 књижних јединица. За вријеме Другог свјетског рата, уништено је око 86.832 свезака, тако да је обновљена библиотека располагала фондом од свега 24.200 свезака. Данашњи фонд библиотеке износи око 73.000 библиотечких јединица.